# Denil Castillo
Denil Daniel Castillo Preciado (ur. 24 marca 2004 w Eloy Alfaro) – ekwadorski piłkarz występujący na pozycji defensywnego lub środkowego pomocnika, od 2024 roku zawodnik duńskiego Midtjylland.